# Донецкий городской совет
Донецкий городской совет — административно-территориальная единица в составе Донецкой области.

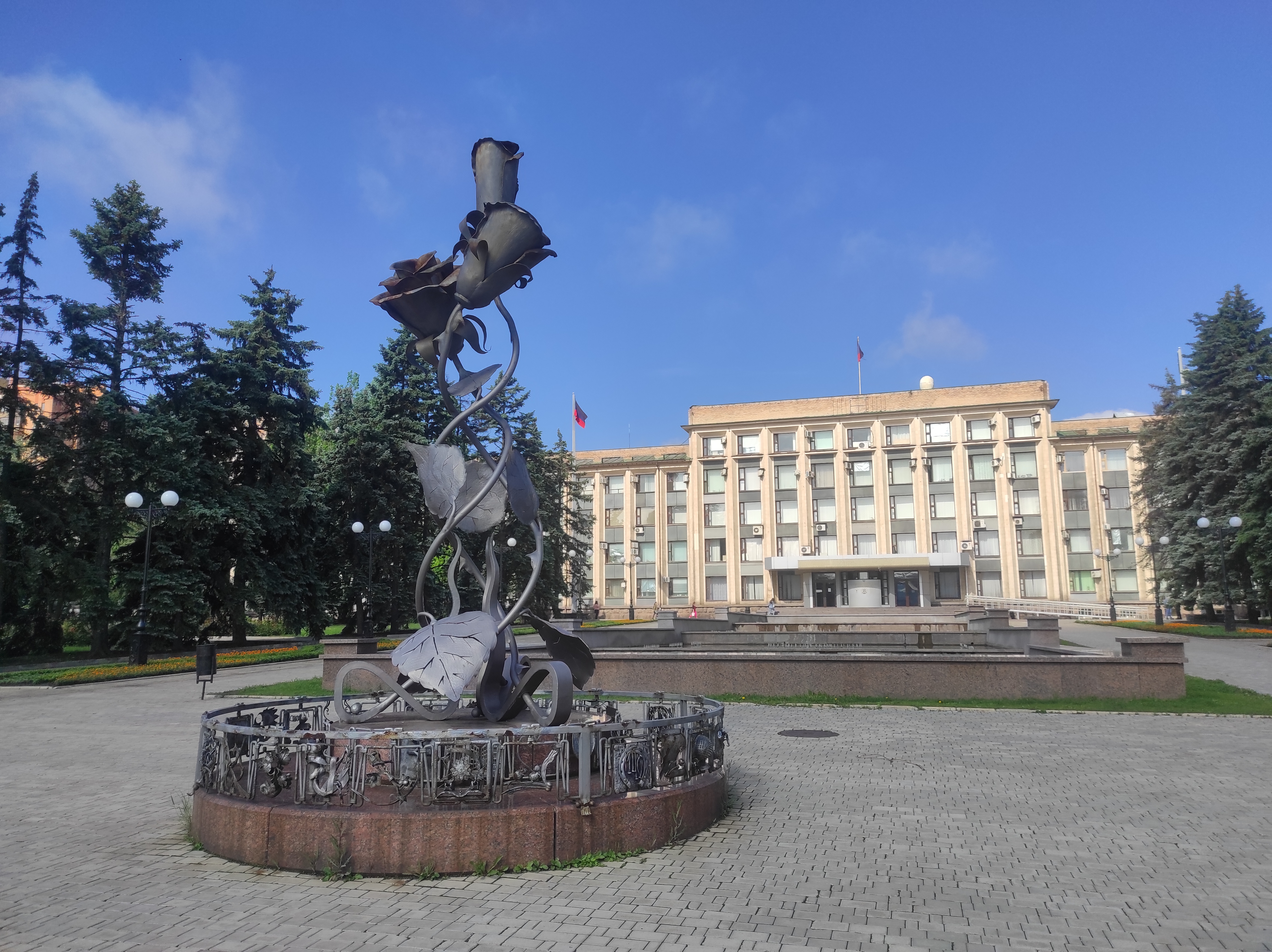
Здание администрации на ул. Артёма, 1964 г., архитектор Г. А. Благодатный

## Состав
Численность населения на 1 января 2019 — 929 119 человек, в том числе сельское население — 1558.
- город Донецк — 913 323 человека.[4]
- город Моспино — 10 555 человек.
- пгт Горбачёво-Михайловка — 917 человек.
- пгт Ларино — 2 766 человек.

Сельское население – 1 558 человек.
Всего: 2 города (2 горсовета), в том числе 1 город районного значения, 2 пгт (1 поссовет), 7 сёл, 1 посёлок.
17 июля 2020 года Донецкий городской совет как административно-территориальная единица формально упразднён, вся его территория вместе с подчинёнными советами, а также Александровский и Старомихайловский поселковые советы упраздняемого Марьинского района вошли в состав номинально созданной Донецкой городской общины Донецкого района.
Фактически территориальная единица продолжает существовать как Администрация города Донецка в самопровозглашённой Донецкой Народной Республике. Временно в административно-территориальное устройство Донецка временно включены Оленовская (ныне — Еленовская) и Старомихайловская поселковые, Андреевская, Любовская и Луганская сельские администрации.

## Экономика
| Районы Донецка: Будённовский Ворошиловский Калининский Киевский Кировский Куйбышевский Ленинский Петровский Пролетарский | Населённые пункты: 1 — Моспино 2 — Ларино 3 — Горбачёво-Михайловка 4 — Гришки 5 — Октябрьское 6 — Темрюк 7 — Павлоградское 8 — Вербовая Балка 9 — Бирюки 10 — Андреевка 11 — Михайловское 12 — Новодворское |

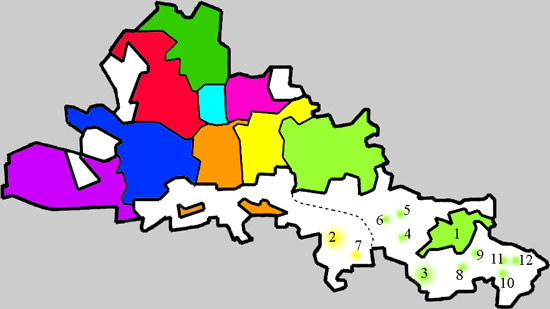
Состав Донецкого городского совета:

Добыча каменного угля (Шахта имени Засядько, ГХК «Донуголь» и «Донецкуголь» ОАО «Донецкшахтопроходка» и другие). Чёрная и цветная металлургия (Донецкий металлургический завод, Донецкий металлопрокатный завод). Машиностроение и металлообработка (Донецкий завод холодильников «Nord», «Донбасскабель», Донецкгормаш, Донецкий завод высоковольтных опор, Донецкий завод горноспасательной аппаратуры, «Донецкуглеавтоматика», завод «Продмаш», завод «Точмаш», опытный завод «Эталон», АО «Буран», НПО «Респиратор»). Коксохимическая («Донецккокс»), химическая (Донецкий химический завод, Донецкий завод химреактивов, Донецкий аккумуляторный завод «Виват», Донецкий казённый завод химических изделий, «Донпластавтомат»), пищевая (Донецкий пивоваренный завод «Сармат», концерн «АВК», «Киев-Конти»), лёгкая (Донецкий хлопчатобумажный комбинат) промышленность.